# Cantonul Saint-Étienne-de-Saint-Geoirs
Cantonul Saint-Étienne-de-Saint-Geoirs este un canton din arondismentul Grenoble, departamentul Isère, regiunea Rhône-Alpes, Franța.

## Comune
- Bressieux
- Brézins
- Brion
- La Forteresse
- La Frette
- Plan
- Saint-Étienne-de-Saint-Geoirs (reședință)
- Saint-Geoirs
- Saint-Michel-de-Saint-Geoirs
- Saint-Pierre-de-Bressieux
- Saint-Siméon-de-Bressieux
- Sillans